# Aksilær fascie
Aksilær fascie former sammen med huden bunden af armhulen. 